# Stefan Bissegger
Stefan Bissegger (Weinfelden, 13 september 1998) is een Zwitsers wielrenner en voormalig baanwielrenner die op de weg anno 2025 rijdt voor Decathlon AG2R La Mondiale Team. Hij is gespecialiseerd in het tijdrijden en won al meerdere tijdritten, met als grootste triomf het Europees kampioenschap van 2022 in München.

## Carrière
Bissegger won in 2019 de Ronde van Bern en het Zwitsers Kampioenschap tijdrijden voor beloften, dat hij in 2018 ook al won. In september won hij zilver op het wereldkampioenschap bij de beloften. In 2020 mocht hij stagiair meerijden bij EF Education First, waar hij vervolgens ook een contract tekende.

## Belangrijkste overwinningen

### Wegwielrennen
2015
3e etappe Tour du Pays de Vaud, Junioren
2016
2e en 4e etappe Driedaagse van Axel, Junioren
Eind- en puntenklassement Driedaagse van Axel, Junioren
Proloog Tour du Pays de Vaud, Junioren
2018
 Zwitsers kampioen tijdrijden, Beloften
2019
2e etappe New Zealand Cycle Classic *
Puntenklassement New Zealand Cycle Classic
2e etappe Ronde van de Jura
1e etappe Ronde van de Ain *
1e etappe Grote Prijs Priessnitz spa *
Puntenklassement Grote Prijs Priessnitz spa
 Zwitsers kampioen tijdrijden, Beloften
6e etappe Ronde van de Toekomst *
Ronde van Bern
2021
3e etappe Parijs-Nice
4e etappe Ronde van Zwitserland
Puntenklassement Ronde van Zwitserland
2e etappe Benelux Tour
2022
3e etappe (ITT) Ronde van de Verenigde Arabische Emiraten
 Europees kampioen tijdrijden
 Wereldkampioen gemengde ploegenestafette
2023
 Wereldkampioen gemengde ploegenestafette
 Europees kampioenschap tijdrijden, elite
 Zwitsers kampioen tijdrijden, elite
2025
Radsportfest Märwil *
* Als lid van nationale selectie Zwitserland

#### Resultaten in voornaamste wedstrijden
| Jaar | Ronde van Italië | Ronde van Frankrijk | Ronde van Spanje |
| ---- | ---------------- | ------------------- | ---------------- |
| 2020 |                  |                     |                  |
| 2021 |                  | 103e                |                  |
| 2022 |                  | 83e                 |                  |
| 2023 |                  |                     | 117e             |
| 2024 |                  | 100e                |                  |
| 2025 |                  | opgave              |                  |

| Jaar | Milaan-San Remo | Gent-Wevelgem | Ronde van Vlaanderen | Parijs-Roubaix | Omloop Het Nieuwsblad | E3 Saxo Classic |  | WK op de weg |
| ---- | --------------- | ------------- | -------------------- | -------------- | --------------------- | --------------- |  | ------------ |
| 2020 |                 |               | opgave               |                |                       |                 |  |              |
| 2021 | 103e            | 50e           | 89e                  | 62e            |                       | opgave          |  | opgave       |
| 2022 |                 | 96e           |                      | 21e            |                       | 111e            |  | opgave       |
| 2023 | 145e            | 64e           |                      |                | 20e                   | 20e             |  | opgave       |
| 2024 |                 | 12e           | 36e                  | 26e            | 130e                  | 94e             |  |              |
| 2025 |                 | 29e           | 19e                  | 7e             | 25e                   |                 |  |              |

#### Resultaten in kleinere rondes
| Jaar | UAE Tour | Parijs-Nice | Ronde van Romandië | Ronde van Zwitserland | Ronde van Polen | Benelux Tour | Ronde van Guangxi |
| ---- | -------- | ----------- | ------------------ | --------------------- | --------------- | ------------ | ----------------- |
| 2020 |          |             |                    |                       |                 | 12e          |                   |
| 2021 | 98e      | 77e (1)     | 88e                | 90e (1)               |                 | 58e (1)      |                   |
| 2022 | 48e (1)  | opgave      |                    | opgave                |                 |              |                   |
| 2023 |          | 72e         |                    | 49e                   | opgave          |              |                   |
| 2024 |          | 54e         |                    | 102e                  |                 | 48e          | 92e               |
| 2025 | 81e      | 43e         |                    |                       |                 |              |                   |

(*) tussen haakjes aantal individuele etappeoverwinningen

### Baanwielrennen
| Jaar     | ZK                                                                                          | EK                                       | WK                                       | Overig                                    |
| Junioren | Junioren                                                                                    | Junioren                                 | Junioren                                 | Junioren                                  |
| -------- | ------------------------------------------------------------------------------------------- | ---------------------------------------- | ---------------------------------------- | ----------------------------------------- |
| 2015     |                                                                                             |                                          | ploegenachtervolging                     |                                           |
| 2016     | omnium                                                                                      |                                          | achtervolging                            |                                           |
| Belofte  |                                                                                             |                                          |                                          |                                           |
| 2017     |                                                                                             | 4e achtervolging 4e ploegenachtervolging |                                          |                                           |
| 2018     |                                                                                             | ploegenachtervolging · achtervolging     |                                          |                                           |
| Elite    |                                                                                             |                                          |                                          |                                           |
| 2016     | achtervolging · 4e puntenkoers                                                              |                                          |                                          |                                           |
| 2017     | keirin · puntenkoers · afvalkoers · teamsprint · 5e achtervolging · 5e scratch · 5e tijdrit |                                          |                                          |                                           |
| 2018     | keirin · afvalkoers                                                                         | ploegenachtervolging · 9e achtervolging  | 10e achtervolging                        |                                           |
| 2019     | koppelkoers · 4e achtervolging · 6e omnium                                                  | 4e achtervolging 4e ploegenachtervolging | 6e ploegenachtervolging 9e achtervolging | WB Cambridge: ploegenachtervolging        |
| 2020     | omnium                                                                                      |                                          | 6e achtervolging 6e ploegenachtervolging |                                           |
| 2021     |                                                                                             |                                          |                                          | Olympische Spelen 8e ploegenachtervolging |

## Ploegen
- 2019 –  Swiss Racing Academy
- 2020 –  EF Education First Pro Cycling (vanaf 1 augustus)
- 2021 –  EF Education-Nippo
- 2022 –  EF Education-EasyPost
- 2023 –  EF Education-EasyPost
- 2024 –  EF Education-EasyPost
- 2025 –  Decathlon AG2R La Mondiale Team

Bennett · Bettiol · Caicedo · Carthy · Clarke · Cort · Craddock · Docker · Guerreiro · Halvorsen · Higuita · Hofland · Howes · Kangert · Keukeleire · Langeveld · Martínez · Morton · Owen · Powless · Rutsch · Scully · Urán · Van den Berg · Van Garderen · Vanmarcke · Villalobos (tot 1 augustus) · Whelan · Woods · Bissegger (stagiair)
Arroyave Cañas · Barta · Beppu · Van den Berg · Bettiol · Bissegger · Caicedo · Camargo · Carr · Carthy · Cort · Craddock · Docker · El Fares · Van Garderen tot en met 21 juni · Guerreiro · Higuita · Hofland · Howes · Keukeleire · Langeveld · Morton · Nakane · Owen · Powless · Rutsch · Scully · Urán · Valgren · Whelan
Arroyave Cañas · Bettiol · Bissegger   · Caicedo · Camargo · Carr · Carthy · Cepeda (vanaf 1/8) · Chaves · Cort · Doull · Eiking · Guerreiro · Healy · Howes (tot 31/7) · Keukeleire · Kudus · Langeveld · Morton (tot 31/7) · Nakane · Padun · Piccolo (vanaf 1/8) · Powless · Quinn · Rutsch · Scully · Shaw · Steinhauser · Urán · Valgren · J. van den Berg · M. van den Berg · Wiśniowski
Amador · Bettiol · Bissegger   · Caicedo · Camargo · Carapaz · Carr · Carthy · Cepeda · Chaves · Cort · de Bod · Doull · Eiking · Healy · Honoré · Keukeleire · Kudus · Padun · Piccolo · Powless · Quinn · Rutsch · Scully · Shaw · Steinhauser · Urán · J. van den Berg · M. van den Berg · Wiśniowski · van der Lee (stagiair)
Amador · Beloki · Bettiol(tot 14/8) · Bissegger · Carapaz · Carr · Carthy · Cepeda · Chaves · Costa · de Bod · Doull · Healy · Honoré · Nerurkar · Piccolo(tot 21/6) · Powless · Quinn · Rafferty · Rootkin-Gray · Rutsch · Ryan · Shaw · Steinhauser · Sweeny · Todome · Urán · Valgren · van den Berg · van der Lee · Hlady (stagiair) · Lovidius (stagiair)